# 그리고리 소콜로프
그리고리 소콜로프(러시아어: Григорий Липманович Соколов 1950년 4월 18일 -)는 러시아의 피아니스트이다.
소콜로프는 5살때 피아노를 시작했으며 7살때 레닌그라드 음악원(현, 상트페테르부르크 음악원)에서 리야 젤리흐만에게 사사하였으며, 후에 Moisey Khalfin 을 사사하였다. 12살때 모스크바에서 첫 리사이틀을 열었으며 16살에는 1966년도 차이콥스키 국제 콩쿠르에 심사위원(심사위원장: 에밀 길렐스)의 만장일치로 우승하였다.
이후, 러시아에서 인상깊은 활약을 보인 반면, 국외에서는 연주여행이 러시아 당국에 의해 통제되었기 때문에, 서쪽으로는 그에대한 소문만이 알려진 존재였다. 하지만 1980년대 이후로 다시 연주여행이 허용되어 주로 러시아를 중심으로 유럽에서 활동하고 있다.

## 레퍼토리
- 스크랴빈
- Caresse Dansee Op.57 No.2
- Dèsir Op.57 No.1
- Enigme Op.52 No.2
- Études Op.2 No.1, Op.8, Op.42 No.s 4 & 5
- Feuillet d’Album Op.45 No.1
- Poème fantastique Op.45 No.2
- Poèmes Op.32 No.2, Op.69 No.s 1 & 2
- Prélude & Nocturne Op.9
- Préludes Op.33 No.s 1-4, Op.45 No.3, Op.49 No.2 & Op.51 No.2
- Sonatas No.s 1, 3, 4, 9 & 10
- Vers la flamme Op.72

차이콥스키
Concerto No.1
스트라빈스키
Petrouchka